# Río Yurungkash
El río Yorungqash (en chino, 白玉河; pinyin, Báiyù Hé; literalmente, ‘río Jade Blanco’) es un río que tras atravesar las montañas Kunlun, discurre por el desierto de Taklamakan, a través de la Región Autónoma Uigur de Sinkiang de la República Popular de China. Es una de las dos fuentes del río Hotan, cuyas aguas, vía río Tarim, acaban en el Lop Nor. El río se encuentra parcialmente en la disputada región de Aksai Chin.

## Geografía
La cabecera del río surge en las montañas Kunlun, en el área Togatax (35°36′N 81°24′E / 35.6, 81.4). El río fluye hacia el este unos 200 km y luego al norte por otros 200 km antes de pasar por la ciudad de Khotan (37°07′N 79°58′E / 37.11, 79.97). Corre paralelo al río Karakash (Jade Negro, de 808 km), al que se une cerca de Koxlax (en medio del desierto, a unos 145 km al norte de Khotan, 38°05′N 80°34′E / 38.08, 80.56), desde donde continúa hacia el norte ya como río Hotan. Este río fluye 290 kilómetros hacia el norte estacionalmente a través del desierto, pasando Piqanlik (40°03′N 80°53′E / 40.05, 80.89) y desemboca en el río Tarim (en 42°29′N 80°56′E / 42.483, 80.933).
Debido a que el río es alimentado por el deshielo de las montañas, sólo lleva agua durante el verano y se seca el resto del año. El cauce del río Hotan proporciona el único sistema de transporte a través de la cuenca del Tarim.
El río Yorungqash es famoso por el jade blanco (nefrita) que lleva como cantos rodados y guijarros hacia el río Khotan, al igual que el cercano río Karakash (o "Jade Negro"). El origen del jade del río procede de los yacimientos de montaña erosionados en el suroeste de Sinkiang (antes Turquestán chino).